# Pepe del Rivero
José del Rivero Azcuaga (Tabasco, 19 maart 1915 - Mexico-Stad, 13 april 2000) was een Mexicaanse componist, radio-omroeper en radio- en televisieproducent.

## Biografie
In 1937 begon hij uit te zenden als radio-omroeper, licentie 33-A, op de radiostations XEJX in Querétaro en XEQ, XEW en XEX in Mexico-Stad. In 1947 vertrok hij naar New York om radio- en televisieproductie te studeren. Terug in Mexico was hij een pionier in de productie van radiosoaps met El derecho de nacer, de meest succesvolle van zijn tijd. Later was hij producent en cameraregisseur van Telecomedia met Manolo Fábregas, Teatro Familiar met Angel Garaza, Teatro Fantástico met Enrique Alonso, Diario de una Mujer met Doña Prudencia Griffel, La Sombra met Alejandro Ciangherotti en El Hombre del Paraguas met Carlos López Moctezuma, naast vele andere succesvolle programma's.
Hij waagde zich op het reclameveld en drukte zijn stempel als vicepresident van drie van de belangrijkste Mexicaanse reclamebureaus: Publicidad Augusto Elías, Panamericana de Publicidad (tegenwoordig Ogilvy & Mather) en Publicidad Ferrer. Bedenker van zeer populaire zangreclames: Cada vez que me baño, Colonia Sanborns, Sí, sí, sí... si hay Bacardí hay ambiente, Jarritos ¡que buenos son! Cantaban los tomatitos en Chaparritas El Naranjo no tienen comparación, poing!
Tijdens zijn leven heeft hij veel eerbetonen ontvangen, van de reclame-industrie, de regering van de Staat, zijn geboortestad en de componisten en musici van Tabasco. Ook zijn er verschillende lanen naar hem genoemd, maar het grootste eerbetoon was de erkenning van de bevolking van Tabasco die rouwde na zijn dood, waarna een groep landgenoten die in de hoofdstad woonden een monumentale marimba stuurden om afscheid van hem te nemen tijdens zijn begrafenis waarbij vele van zijn meer dan 60 composities werden uitgevoerd, waaronder de meest opvallende, Vamos a Tabasco, Mercado de Villahermosa, Guíndame la hamaca, El Canalete en Luna de Frontera, die hij opdroeg aan zijn vrouw en levensgezellin, Hilda Castellanos, met wie hij net zijn 60-jarig huwelijksfeest had gevierd.